# Axilisme

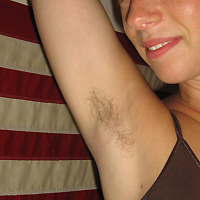
Aisselles

L’axilisme est une pratique sexuelle consistant à se masturber à l’aide des aisselles de son partenaire ou bien à stimuler cette partie du corps par le frottement. La peau des aisselles étant sensible aux stimulations chez certaines personnes, les deux participants peuvent y prendre du plaisir et le rapport pourra aboutir à un orgasme.

## Description
- Un homme peut se masturber le pénis contre l'aisselle de sa/son partenaire[3].
- Une femme peut frotter sa vulve contre l'aisselle de son/sa partenaire.
- Chez certaines personnes, hommes ou femmes, les aisselles constituent une zone érogène extrêmement sensible[4].

Le contact des poils (ceux de la verge ou du pubis et ceux des aisselles) et les phéromones qui se dégagent de ces régions semblent être un stimulant érotique pour les adhérents à cette pratique. En outre, pour les femmes, s'ajoute à cela le plaisir de frotter et d'étaler la cyprine contre l'aisselle du/de la partenaire.
Pour les hommes, il est possible de régler la pression sur le pénis en serrant plus ou moins le coude contre son thorax. La pression exercée sur le sein peut également amener la femme à atteindre l’orgasme.
Comme la masturbation, l’axilisme est une pratique sexuelle considérée comme sûre (sécuri-sexe ou safer sex). Néanmoins, il faut faire attention à ce qu'il n'y ait pas de petites coupures ouvertes (notamment à cause du rasage ou de l'épilation) car cela pourrait constituer un risque d'exposition au VIH Sida.
La pratique est parfois associée à un fétichisme.

## Dans la culture populaire
La pratique est mise en avant dans le film Portrait de la jeune femme en feu, de Céline Sciamma sorti en 2019